# OffOn
OffOn is een Amerikaanse experimentele korte animatiefilm uit 1967 en uitgebracht in 1972, geregisseerd door Scott Bartlett. Het wordt vaak gezien als een van de eerste films die video- en filmtechnieken combineerde. De film werd in 2004 opgenomen in de National Film Registry.